# Bipes
Bipes és un gènere d'amfisbenis, l'únic representant viu de la família Bipedidae. Es tracta dels únics amfisbènids amb potes davanteres del món.
Són amfisbenis que conserven les seves extremitats anteriors només, les quals (a l'igual que el seu cap) utilitzen per cavar.
Aquesta família és endèmica de Mèxic. Els seus exemplars caven i viuen en petits túnels.

## Taxonomia
Es reconeixen les següents:
- Bipes biporus (Cope, 1894)
- Bipes canaliculatus Bonnaterre, 1789
- Bipes tridactylus (Dugès, 1894)